# Eintracht Frankfurt 1993-1994
Questa voce raccoglie le informazioni riguardanti l'Eintracht Frankfurt nelle competizioni ufficiali della stagione 1993-1994.

## Stagione
Nella stagione 1993-1994 l'Eintracht Francoforte, allenato da Klaus Toppmöller e Charly Körbel, concluse il campionato di Bundesliga al 5º posto. In Coppa di Germania l'Eintracht Francoforte fu eliminato al terzo turno dal Friburgo. In Coppa UEFA l'Eintracht Francoforte fu eliminato ai quarti di finale dall'Austria Salisburgo.

## Rosa
| N. |                               | Ruolo | Calciatore           |
| -- | ----------------------------- | ----- | -------------------- |
| 9  | Ghana (bandiera)              | A     | Anthony Yeboah       |
| 10 | Nigeria (bandiera)            | C     | Jay-Jay Okocha       |
| 14 | Germania (bandiera)           | D     | Mirko Dickhaut       |
| 15 | Georgia (bandiera)            | D     | K'akhaber Tskhadadze |
| 16 | Germania (bandiera)           | A     | Matthias Becker      |
| 17 | Germania (bandiera)           | C     | Oliver Bunzenthal    |
| 19 | Germania (bandiera)           | C     | Matthias Hagner      |
| 21 | Serbia (bandiera)             | D     | Slobodan Komljenović |
| 22 | Serbia (bandiera)             | C     | Michael Aničić       |
| 25 | Macedonia del Nord (bandiera) | P     | Oka Nikolov          |
| 28 | Germania (bandiera)           | C     | Rudolf Bommer        |
| 30 | Germania (bandiera)           | C     | Maurizio Gaudino     |
|    | Germania (bandiera)           | P     | Thomas Ernst         |
|    | Germania (bandiera)           | P     | Uli Stein            |

| N. |                                 | Ruolo | Calciatore         |
| -- | ------------------------------- | ----- | ------------------ |
|    | Germania (bandiera)             | D     | Uwe Bindewald      |
|    | Germania (bandiera)             | D     | Manfred Binz       |
|    | Germania (bandiera)             | D     | Thomas Reis        |
|    | Germania (bandiera)             | D     | Dietmar Roth       |
|    | Germania (bandiera)             | C     | Uwe Bein           |
|    | Germania (bandiera)             | C     | Ralf Falkenmayer   |
|    | Germania (bandiera)             | C     | Frank Möller       |
|    | Ghana (bandiera)                | C     | Michael Osei       |
|    | Germania (bandiera)             | C     | Thomas Sobotzik    |
|    | Germania (bandiera)             | C     | Ralf Weber         |
|    | Germania (bandiera)             | C     | Dirk Wolf          |
|    | Polonia (bandiera)              | A     | Jan Furtok         |
|    | Bosnia ed Erzegovina (bandiera) | A     | Radmilo Mihajlović |

## Organigramma societario
Area tecnica
- Allenatore: Charly Körbel
- Allenatore in seconda: Ramon Berndroth
- Preparatore dei portieri:
- Preparatori atletici:

## Calciomercato

### Sessione estiva
| Acquisti | Acquisti           | Acquisti                         | Acquisti |
| R.       | Nome               | da                               | Modalità |
| -------- | ------------------ | -------------------------------- | -------- |
| A        | Matthias Becker    | Eintracht Francoforte (juniores) |          |
| D        | Mirko Dickhaut     | Hessen Kassel                    |          |
| A        | Jan Furtok         | Amburgo                          |          |
| C        | Maurizio Gaudino   | Stoccarda                        |          |
| C        | Matthias Hagner    | Eintracht Francoforte (juniores) |          |
| A        | Radmilo Mihajlović | Schalke 04                       |          |
| C        | Michael Osei       | Vorwärts Steyr                   |          |
| C        | Thomas Sobotzik    | Stoccarda                        |          |

| Cessioni | Cessioni         | Cessioni        | Cessioni |
| R.       | Nome             | a               | Modalità |
| -------- | ---------------- | --------------- | -------- |
| D        | Dariusz Adamczuk | Dundee          |          |
| D        | Michael Klein    | FSV Francoforte |          |
| A        | Axel Kruse       | Stoccarda       |          |
| C        | Marek Penksa     | Dinamo Dresda   |          |
| A        | Uwe Rahn         | Urawa Reds      |          |
| A        | Edgar Schmitt    | Karlsruhe       |          |
| C        | Stefan Studer    | Wattenscheid 09 |          |

### Sessione invernale
| Acquisti | Acquisti    | Acquisti | Acquisti |
| R.       | Nome        | da       | Modalità |
| -------- | ----------- | -------- | -------- |
| C        | Thomas Doll | Lazio    |          |

| Cessioni | Cessioni      | Cessioni    | Cessioni |
| R.       | Nome          | a           | Modalità |
| -------- | ------------- | ----------- | -------- |
| C        | Thomas Doll   | Lazio       |          |
| A        | Jørn Andersen | Amburgo     |          |
| D        | Jochen Kientz | Monaco 1860 |          |

## Risultati

### Bundesliga

#### Girone di andata
| Arbitro: | Osmers |

|  |           |                                          |
|  | Marcatori | 33’ Furtok 36’ Bein 70’ Weber 82’ Yeboah |

| Arbitro: | Assenmacher |

|                       |           |                           |
| Yeboah 22’ Furtok 72’ | Marcatori | 11’ Beiersdorfer 54’ Bode |

| Arbitro: | Weber |

|            |           |  |
| Yeboah 16’ | Marcatori |  |

| Arbitro: | Gläser |

|                   |           |                                                |
| Zárate 53’ (rig.) | Marcatori | 28’, 82’ Yeboah 32’ Bein 89’ Dickhaut 90’ Binz |

| Arbitro: | Krug |

|                          |           |             |
| Bein 47’, 77’ Okocha 87’ | Marcatori | 65’ Schmitt |

| Arbitro: | Kasper |

|           |           |                                 |
| Linke 43’ | Marcatori | 20’ Yeboah 45’ Bein 68’ Gaudino |

| Arbitro: | Schmidhuber |

|                     |           |  |
| Yeboah 2’, 42’, 90’ | Marcatori |  |

| Arbitro: | Heynemann |

|                             |           |                           |
| Foda 61’ (rig.) Fischer 80’ | Marcatori | 66’ Dickhaut 90’ Andersen |

| Arbitro: | Jansen |

|                                     |           |                        |
| Andersen 46’ Gaudino 50’ Furtok 68’ | Marcatori | 19’ Kmetsch 62’ Jähnig |

| Arbitro: | Assenmacher |

|  |           |                      |
|  | Marcatori | 70’ Gaudino 82’ Bein |

| Arbitro: | Dardenne |

|                 |           |            |
| Furtok 26’, 86’ | Marcatori | 85’ Edmond |

| Arbitro: | Wiesel |

|            |           |  |
| Preetz 42’ | Marcatori |  |

| Arbitro: | Habermann |

|                       |           |                            |
| Furtok 31’ Okocha 63’ | Marcatori | 35’ Nerlinger 44’ Matthäus |

| Bochum 30 ottobre 1993, ore 15:30 CET 14ª giornata | Wattenscheid 09 | 0 – 0 referto | Eintracht Francoforte | Lohrheidestadion (10 000 spett.)\| Arbitro: \| Fröhlich \| |
| Arbitro:                                           | Fröhlich        |               |                       |                                                            |

| Arbitro: | Malbranc |

|                               |           |  |
| Gaudino 82’ (rig.) Bommer 90’ | Marcatori |  |

| Arbitro: | Weber |

|                                            |           |  |
| von Heesen 47’ (rig.) Sassen 58’ Bäron 73’ | Marcatori |  |

| Arbitro: | Fleske |

|  |           |                                     |
|  | Marcatori | 62’ Polster 65’ Steinmann 75’ Heldt |

#### Girone di ritorno
| Arbitro: | Osmers |

|  |           |                         |
|  | Marcatori | 15’, 39’ Dahlin 59’ Max |

| Arbitro: | Heynemann |

|           |           |  |
| Rufer 49’ | Marcatori |  |

| Arbitro: | Aust |

|          |           |          |
| Kuntz 2’ | Marcatori | 18’ Binz |

| Arbitro: | Fischer |

|                 |           |            |
| Wolf 45’ (aut.) | Marcatori | 34’ Kramny |

| Arbitro: | Jansen |

|              |           |  |
| Kir'jakov 5’ | Marcatori |  |

| Arbitro: | Fröhlich |

|            |           |                                                  |
| Yeboah 63’ | Marcatori | 34’ Sendscheid 64’ Mulder 72’ (rig.) Anderbrügge |

| Arbitro: | Malbranc |

|              |           |                             |
| Borodjuk 26’ | Marcatori | 17’, 36’ Yeboah 86’ Gaudino |

| Arbitro: | Gläser |

|                     |           |  |
| Doll 20’ Yeboah 85’ | Marcatori |  |

| Arbitro: | Weber |

|  |           |                                                   |
|  | Marcatori | 29’ Becker 63’ Gaudino 65’ Yeboah 87’ Falkenmayer |

| Francoforte sul Meno 26 marzo 1994, ore 15:30 CET 27ª giornata | Eintracht Francoforte | 0 – 0 referto | Stoccarda | Waldstadion (34 049 spett.)\| Arbitro: \| Kasper \| |
| Arbitro:                                                       | Kasper                |               |           |                                                     |

| Arbitro: | Dellwing |

|            |           |  |
| Rische 18’ | Marcatori |  |

| Arbitro: | Hauer |

|            |           |                    |
| Yeboah 75’ | Marcatori | 24’, 89’ Weidemann |

| Arbitro: | Aust |

|                                |           |            |
| Scholl 39’ Matthäus 54’ (rig.) | Marcatori | 45’ Yeboah |

| Arbitro: | Heynemann |

|                                                           |           |          |
| Yeboah 25’ Reis 29’ Binz 52’ Dickhaut 54’ Skok 66’ (aut.) | Marcatori | 86’ Sané |

| Arbitro: | Ziller |

|                                 |           |  |
| Riedle 3’ Tskhadadze 68’ (aut.) | Marcatori |  |

| Arbitro: | Jansen |

|           |           |           |
| Weber 23’ | Marcatori | 15’ Bäron |

| Arbitro: | Krug |

|                  |           |                                         |
| Polster 62’, 66’ | Marcatori | 24’ Weber 54’ Gaudino 71’ (rig.) Yeboah |

### Coppa di Germania
| Arbitro: | Wippermann |

|  |           |                     |
|  | Marcatori | 10’ Binz 75’ Yeboah |

| Arbitro: | Albrecht |

|                                             |           |                          |
| Rraklli 19’, 102’ Freund 48’, 99’ Braun 55’ | Marcatori | 52’ Bein 82’, 87’ Furtok |

### Coppa UEFA
| Arbitro: | Beschin |

|  |           |                                                                |
|  | Marcatori | 8’ Gaudino 25’ Weber 44’ Furtok 47’ Bein 80’ Okocha 88’ Yeboah |

| Arbitro: | Benedik |

|            |           |                                  |
| Furtok 65’ | Marcatori | 23’ Simutenkov 54’ Dobrovol'skij |

| Arbitro: | Aranda |

|                       |           |  |
| Furtok 65’ Okocha 78’ | Marcatori |  |

| Arbitro: | Ruokonen |

|               |           |  |
| Chukhleba 37’ | Marcatori |  |

| Arbitro: | Steindl |

|              |           |  |
| Dickhaut 89’ | Marcatori |  |

| Arbitro: | Röthlisberger |

|  |           |             |
|  | Marcatori | 17’ Gaudino |

| Arbitro: | Khusainov |

|            |           |  |
| Hütter 33’ | Marcatori |  |

| Arbitro: | Elleray |

|                                     |                      |                                                         |
| Gaudino 21’                         | Marcatori            |                                                         |
| Bein Reis Gaudino Furtok Stein Binz | Tiri di rigore 4 – 5 | Lainer Jurčević Feiersinger Hütter Pfeifenberger Konrad |

## Statistiche

### Statistiche di squadra
| Competizione      | Punti | In casa | In casa | In casa | In casa | In casa | In casa | In trasferta | In trasferta | In trasferta | In trasferta | In trasferta | In trasferta | Totale | Totale | Totale | Totale | Totale | Totale | DR  |
| Competizione      | Punti | G       | V       | N       | P       | Gf      | Gs      | G            | V            | N            | P            | Gf           | Gs           | G      | V      | N      | P      | Gf     | Gs     | DR  |
| ----------------- | ----- | ------- | ------- | ------- | ------- | ------- | ------- | ------------ | ------------ | ------------ | ------------ | ------------ | ------------ | ------ | ------ | ------ | ------ | ------ | ------ | --- |
| Bundesliga        | 38    | 17      | 8       | 5       | 4       | 29      | 22      | 17           | 7            | 3            | 7            | 28           | 19           | 34     | 15     | 8      | 11     | 57     | 41     | +16 |
| Coppa di Germania | -     | 0       | 0       | 0       | 0       | 0       | 0       | 2            | 1            | 0            | 1            | 5            | 5            | 2      | 1      | 0      | 1      | 5      | 5      | 0   |
| Coppa UEFA        | -     | 4       | 3       | 0       | 1       | 5       | 2       | 4            | 2            | 0            | 2            | 7            | 2            | 8      | 5      | 0      | 3      | 12     | 4      | +8  |
| Totale            | 38    | 21      | 11      | 5       | 5       | 34      | 24      | 23           | 10           | 3            | 10           | 40           | 26           | 44     | 21     | 8      | 15     | 74     | 50     | +24 |

### Andamento in campionato
| Giornata  | 1 | 2 | 3 | 4 | 5 | 6 | 7 | 8 | 9 | 10 | 11 | 12 | 13 | 14 | 15 | 16 | 17 | 18 | 19 | 20 | 21 | 22 | 23 | 24 | 25 | 26 | 27 | 28 | 29 | 30 | 31 | 32 | 33 | 34 |
| --------- | - | - | - | - | - | - | - | - | - | -- | -- | -- | -- | -- | -- | -- | -- | -- | -- | -- | -- | -- | -- | -- | -- | -- | -- | -- | -- | -- | -- | -- | -- | -- |
| Luogo     | T | C | C | T | C | T | C | T | C | T  | C  | T  | C  | T  | C  | T  | C  | C  | T  | T  | C  | T  | C  | T  | C  | T  | C  | T  | C  | T  | C  | T  | C  | T  |
| Risultato | V | N | V | V | V | V | V | N | V | V  | V  | P  | N  | N  | V  | P  | P  | P  | P  | N  | N  | P  | P  | V  | V  | V  | N  | P  | P  | P  | V  | P  | N  | V  |
| Posizione | 2 | 3 | 2 | 1 | 1 | 1 | 1 | 1 | 1 | 1  | 1  | 1  | 1  | 1  | 1  | 1  | 1  | 1  | 2  | 2  | 1  | 4  | 6  | 3  | 2  | 2  | 2  | 2  | 2  | 5  | 3  | 6  | 6  | 5  |

Legenda:

Luogo: C = Casa; T = Trasferta. Risultato: V = Vittoria; N = Pareggio; P = Sconfitta.

### Statistiche dei giocatori
| Giocatore      | Bundesliga | Bundesliga | Bundesliga  | Bundesliga | Coppa di Germania | Coppa di Germania | Coppa di Germania | Coppa di Germania | Coppa UEFA | Coppa UEFA | Coppa UEFA  | Coppa UEFA | Totale   | Totale | Totale      | Totale     |
| Giocatore      | Presenze   | Reti       | Ammonizioni | Espulsioni | Presenze          | Reti              | Ammonizioni       | Espulsioni        | Presenze   | Reti       | Ammonizioni | Espulsioni | Presenze | Reti   | Ammonizioni | Espulsioni |
| -------------- | ---------- | ---------- | ----------- | ---------- | ----------------- | ----------------- | ----------------- | ----------------- | ---------- | ---------- | ----------- | ---------- | -------- | ------ | ----------- | ---------- |
| J. Andersen    | 12         | 2          | 0           | 0          | 1                 | 0                 | 0                 | 0                 | 1          | 0          | 0           | 0          | 14       | 2      | 0           | 0          |
| M. Aničić      | 4          | 0          | 1           | 0          | 0                 | 0                 | 0                 | 0                 | 0          | 0          | 0           | 0          | 4        | 0      | 1           | 0          |
| M. Becker      | 3          | 1          | 0           | 0          | 0                 | 0                 | 0                 | 0                 | 1          | 0          | 0           | 0          | 4        | 1      | 0           | 0          |
| U. Bein        | 27         | 6          | 5           | 0          | 2                 | 1                 | 0                 | 0                 | 7          | 1          | 1           | 0          | 36       | 8      | 6           | 0          |
| U. Bindewald   | 13         | 0          | 2           | 0          | 1                 | 0                 | 0                 | 0                 | 6          | 0          | 1           | 1          | 20       | 0      | 3           | 1          |
| M. Binz        | 32         | 3          | 3           | 0          | 2                 | 1                 | 0                 | 0                 | 8          | 0          | 0           | 0          | 42       | 4      | 3           | 0          |
| R. Bommer      | 21         | 1          | 2           | 0          | 2                 | 0                 | 0                 | 0                 | 5          | 0          | 2           | 0          | 28       | 1      | 4           | 0          |
| O. Bunzenthal  | 0          | 0          | 0           | 0          | 0                 | 0                 | 0                 | 0                 | 0          | 0          | 0           | 0          | 0        | 0      | 0           | 0          |
| M. Dickhaut    | 32         | 3          | 3           | 0          | 0                 | 0                 | 0                 | 0                 | 6          | 1          | 0           | 1          | 38       | 4      | 3           | 1          |
| T. Doll        | 6          | 1          | 0           | 0          | 0                 | 0                 | 0                 | 0                 | 0          | 0          | 0           | 0          | 6        | 1      | 0           | 0          |
| T. Ernst       | 4          | 0          | 0           | 0          | 0                 | 0                 | 0                 | 0                 | 0          | 0          | 0           | 0          | 4        | 0      | 0           | 0          |
| R. Falkenmayer | 24         | 1          | 4           | 0          | 1                 | 0                 | 0                 | 0                 | 6          | 0          | 0           | 0          | 31       | 1      | 4           | 0          |
| J. Furtok      | 27         | 6          | 2           | 0          | 2                 | 2                 | 0                 | 0                 | 7          | 3          | 0           | 0          | 36       | 11     | 2           | 0          |
| M. Gaudino     | 32         | 7          | 5           | 0          | 2                 | 0                 | 0                 | 0                 | 8          | 3          | 1           | 0          | 42       | 10     | 6           | 0          |
| M. Hagner      | 4          | 0          | 0           | 0          | 0                 | 0                 | 0                 | 0                 | 2          | 0          | 0           | 0          | 6        | 0      | 0           | 0          |
| J. Kientz      | 0          | 0          | 0           | 0          | 0                 | 0                 | 0                 | 0                 | 0          | 0          | 0           | 0          | 0        | 0      | 0           | 0          |
| S. Komljenović | 26         | 0          | 3           | 0          | 1                 | 0                 | 0                 | 0                 | 5          | 0          | 1           | 0          | 32       | 0      | 4           | 0          |
| R. Mihajlović  | 10         | 0          | 1           | 0          | 0                 | 0                 | 0                 | 0                 | 1          | 0          | 0           | 0          | 11       | 0      | 1           | 0          |
| F. Möller      | 2          | 0          | 0           | 0          | 0                 | 0                 | 0                 | 0                 | 3          | 0          | 1           | 0          | 5        | 0      | 1           | 0          |
| O. Nikolov     | 0          | 0          | 0           | 0          | 0                 | 0                 | 0                 | 0                 | 0          | 0          | 0           | 0          | 0        | 0      | 0           | 0          |
| J. Okocha      | 19         | 2          | 1           | 0          | 2                 | 0                 | 1                 | 0                 | 4          | 2          | 0           | 0          | 25       | 4      | 2           | 0          |
| M. Osei        | 0          | 0          | 0           | 0          | 0                 | 0                 | 0                 | 0                 | 0          | 0          | 0           | 0          | 0        | 0      | 0           | 0          |
| T. Reis        | 9          | 1          | 1           | 0          | 0                 | 0                 | 0                 | 0                 | 1          | 0          | 0           | 0          | 10       | 1      | 1           | 0          |
| D. Roth        | 20         | 0          | 7           | 0          | 2                 | 0                 | 0                 | 0                 | 6          | 0          | 1           | 0          | 28       | 0      | 8           | 0          |
| T. Sobotzik    | 0          | 0          | 0           | 0          | 0                 | 0                 | 0                 | 0                 | 0          | 0          | 0           | 0          | 0        | 0      | 0           | 0          |
| U. Stein       | 30         | 0          | 0           | 0          | 2                 | 0                 | 0                 | 0                 | 8          | 0          | 1           | 0          | 40       | 0      | 1           | 0          |
| K. Tskhadadze  | 29         | 0          | 10          | 0          | 2                 | 0                 | 0                 | 0                 | 7          | 0          | 0           | 0          | 38       | 0      | 10          | 0          |
| R. Weber       | 25         | 3          | 5           | 0          | 2                 | 0                 | 1                 | 0                 | 6          | 1          | 2           | 0          | 33       | 4      | 8           | 0          |
| D. Wolf        | 2          | 0          | 0           | 0          | 0                 | 0                 | 0                 | 0                 | 0          | 0          | 0           | 0          | 2        | 0      | 0           | 0          |
| T. Yeboah      | 22         | 18         | 0           | 0          | 2                 | 1                 | 0                 | 0                 | 3          | 1          | 0           | 0          | 27       | 20     | 0           | 0          |